# Empoasca huanghecus
Empoasca huanghecus är en insektsart som beskrevs av Kuoh 1981. Empoasca huanghecus ingår i släktet Empoasca och familjen dvärgstritar. Inga underarter finns listade i Catalogue of Life.